# Polystichum meridionale
Polystichum meridionale là một loài dương xỉ trong họ Dryopteridaceae. Loài này được Lojac. mô tả khoa học đầu tiên năm 1909.
Danh pháp khoa học của loài này chưa được làm sáng tỏ. 